# Benedikt Braun
Benedikt Braun (21. března 1867 Velká Úpa – 30. srpna 1927 Český Krumlov) byl český diplomat a vrchní schwarzenberský správce zámků Český Krumlov, Hluboká nad Vltavou a Červený Dvůr.
Byl příslušníkem rodu Braunů, kteří svůj původ odvozovali od barokního sochaře Matyáše Bernarda Brauna. Jeho šlechtický titul (v zemích, kde nebylo jejich užívání zákonem zrušeno či zakázáno) byl baron.

## Život
Ke konci 19. století nastoupil do císařsko-královských služeb. Díky znalostem mnoha jazyků (čeština, němčina, latina, řečtina, hebrejština) začal brzy pracovat jako diplomat. Působil ve Fiume, Vladivostoku a Oděse. Zastupoval také císařskou kancelář na území dnešního Izraele.
Od roku 1905 působil v Českém Krumlově. V období před první světovou válkou se na přání Jana Nepomuka II. ze Schwarzenbergu stal správcem schwarzenberského hospodářství v Českém Krumlově a později vrchním správcem panství Český Krumlov, Hluboká nad Vltavou a Červený Dvůr.
Dne 26. prosince 1922 uzavřel v krumlovské zámecké kapli sňatek se svou druhou ženou Annou, z manželství vzešel roku 1923 syn Benedikt, manžel české spisovatelky Heleny Braunové.
Po smrti Benedikta Brauna byl rodině v roce 1928 přidělen byt 1. kategorie v areálu českokrumlovských klášterů určený pro vdovy a sirotky vyšších schwarzenberských úředníků.